# SEAT Exeo
O SEAT Exeo é um sedan de porte médio-grande desenvolvido pela SEAT. Comercializado desde a primavera de 2009 até 2013. Apesar de apresentado como um modelo completamente novo, o carro nada mais é do que o antigo Audi A4 com frente e traseira seguindo as tendências de estilo da marca espanhola. Os faróis que invadem a lateral e a grade dianteira, bem como as lanternas que invadem a tampa traseira são distintos do modelo lançado pela Audi em 2001.
O três-volumes foi vendido com itens como teto solar com células que refrigeram o habitáculo e sistema de navegação compatível com a tecnologia Bluetooth. O sedã foi disponibilizado na Europa com três opções de motorização a gasolina (que geram entre 102 cv e 200 cv) e outras três abastecidas com diesel, de 120 cv até 170 cv.
As vendas do Exeo iniciaram no segundo semestre de 2009, e o carro foi oferecido em três versões diferentes (Reference, Style e Sport), com preços partindo de 32 mil euros e acabando em 50 mil euros.
Uma das versões utiliza o Câmbio Multitronic que é um sistema de transmissão continuamente variável (Câmbio tipo CVT).